# Saladin
Saladin (arapski: صلاح الدين الأيوبي, Salah-ad-Din =Pravednost vjere) (1137. – 1193.) bio je prvo visoki državni dužnosnik na dvoru sultana Nur-ad-Dina (Nuredin), kasnije je postao sultan.
Puno ime mu je bilo Ṣalāḥ ad-Dīn Yūsuf ibn Ayyūb (arapski:صلاح الدين يوسف بن أيوب‎, Ṣalāḥ al-Dīn Yūsuf ibn Ayyūb, kurdski: سه‌لاحه‌دین ئه‌یوبی, Selah'edînê Eyubî) Bio je etnički Kurd rodom iz Tikrita. Njegova obitelj je potjecala iz grada Dvina u srednjovjekovnoj Armeniji.
Obranio je svoje carstvo od upada križara suprotstavljajući se Rikardu I.Lavljeg Srca i tako promijenio tijek križarskih ratova. Unatoč svom žestokom suprotstavljanju katoličkim vladarima, Saladin je u Europi smatran plemenitim vitezom, toliko da o njemu postoji epska pjesma iz 14. stoljeća, a Dante ga je u svom djelu Božanstvena komedija uvrstio među čestite duše Limba. Naklonost prema plemenitom Saladinu pokazuje sir Walter Scott (Ivanhoe) u svom djelu Talisman.
1171. i 1173., Saladin je pokušao izvršiti invaziju na Jeruzalemsko kraljevstvo, međutim neuspješno.
Unatoč tome što su europski plemići nemilosrdno pljačkali njegove zemlje i ubijali njegov narod, Saladin je pomilovao kršćansku vojsku i dao pravo prolaska kroz svoje zemlje svim običnim kršćanima (pravoslavni kršćani tretirani su bolje jer su držali na odmaku katolike).
Iako islamske vjere, bio je poštovan od kršćanskih gospodara, pogotovo od Rikarda koji je izjavio da je Saladin nesumnjivo najveći vođa islamskog svijeta, na što je ovaj odgovorio da ne bi ni od koga radije izgubio Jeruzalem nego od Rikarda. Čak je, kad je Rikard bio bolestan, jer je tjednima jeo isušenu hranu, Saladin ponudio svog vlastitog liječnika. Nakon što su se kršćani povukli, Rikard i Saladin i dalje su ostali u kontaktu, međutim, nikad se nisu sreli licem u lice...
O tome da je bio priznati i uvaženi vođa islamskog svijeta govori i pismo koje mu je upućeno 1188. godine od strane cara Svetog Rimsko-Njemačkog Carstva Fridrika I. Barbarosse koji ga je pozvao na viteški dvoboj kod egipatskog Zoana. Termin dvoboja je već bio odabran, međutim Barbarossa se na putu utopio i dvoboj nikada nije održan.

## Vanjske poveznice
- Saladin (enciklopedija Britannica)
- Stanley Lane-Poole: Život Saladina (Third-millennium-library.com)  Arhivirana inačica izvorne stranice od 4. ožujka 2009. (Wayback Machine)
- Richard and Saladin: Warriors of the Third Crusade